# Motín carcelario de Brasil de 2017
El motín carcelario de Brasil de 2017 fue una serie de enfrentamientos entre organizaciones criminales en el país dividido en dos partes a finales de los años 2010. Los enfrentamientos han sido encabezados por el primer comando de la capital (PCC) y comando rojo (CV), en lados opuestos y apoyado por sus aliados, con episodios dentro de las prisiones y las periferias de las ciudades. Su aparición está vinculada a los métodos de la PCC para conquistar nuevos territorios para el narcotráfico, que involucra la colección de la centralización económica y segura y cuya organización rígida falso-estado es resistencia fuerte a las organizaciones criminales, con organización regional descentralizada predominante.
La confrontación ha tomado la forma de levantamientos de la prisión terminó en masacres. A finales de 2016,6 la primera rebelión en Roraima con muertos de los internos. En 1° enero de 2017, 56 reclusos fueron asesinados después de una estampida se produjo en el complejo de prisión Anísio Jobim (Compaj) en Manaos, en Amazonas, en el norte del país. Miembros de dos bandas rivales del narcotráfico, el primer comando de la capital (PCC) y la familia del norte (FDN), combinado con el comando vermelho (CV), se enfrentaron en lo que se considera la masacre más violenta en la historia del sistema carcelario brasileño desde la masacre de Carandiru (1992). Cinco días más tarde, 33 reclusos murieron en la penitenciaría agrícola de Monte Cristo, situado en la campiña de Boa Vista, Roraima, también en el norte. Según la Folha de s. Paulo, el sacrificio en Roraima fue una respuesta del PCC a la rebelión liderada por FDN en el estado de Amazonas.

## Hechos y la cronología de la rebelión del 1 de enero de 2017
El 1 de enero de 2017, hasta 56 presos fueron asesinados cuando estalló un motín en el Complejo Penitenciario Anisio Jobim en Manaus entre dos bandas de traficantes. Los disturbios estallaron entre miembros de la Familia do Norte y Primer Comando da Capital. Por lo menos 56 muertos en Brasil de la cárcel sobre el césped de la droga. Los amotinados mantuvieron rehenes a diecisiete guardias de prisiones durante 17 horas. Muchos de los prisioneros que fueron asesinados fueron decapitados.
Alrededor de 60 personas murieron en un atentado en la cárcel de Antonio Trindade de la ciudad amazónica de Manaos. Se informó que los cadáveres decapitados de miembros de pandillas de drogas fueron arrojados sobre las paredes de la prisión. Otros 100 reclusos también fueron escapados de la prisión. No mucho después, estallaron disturbios en prisiones por todo Brasil, lo que resultó en la muerte de al menos 41 personas más. Hubo tres disturbios importantes, dos de ellos ocurrieron en Manaos y otro ocurrió en la ciudad cercana Boa Vista.
Según Pedro Florencio, el Departamento de Administración Penitenciaria del Estado (SEAP), los detenidos que se habían rebelado ayudar a los reclusos de régimen semiabierto. Ellos han hecho un agujero en la pared ya través de él, entregado las armas a los presos  cuatro pistolas, una escopeta calibre 12 y varias armas improvisadas fueron capturados. La rebelión comenzó en la tarde del 1, cuando los cuerpos de seis personas fueron arrojados fuera de la prisión sin sus cabezas. Las negociaciones con los prisioneros comenzaron a las 20:30 (hora local) el día 1 y fueron realizadas por el Presidente de los Derechos Humanos de la OAB-AM Comisión Epitácio Almeida, y el juez del Tribunal de la ejecución penal, Luiz Carlos de Valois, escribió en su página de Facebook: "vi muchos cuerpos, parece que murieron entre 50 y 60 prisioneros (personas), pero difícil de decir, porque muchos fueron masacrados". A las 20:50 hora local, el SSP-AM confirmó que 12 funcionarios de prisiones fueron retenidos como rehenes. Otros funcionarios locales habían logrado escapar. A lo largo de la noche, decenas de personas fueron a la puerta de la prisión en espera de información de familiares de los presos; otros asistieron a la sede del Instituto Médico Legal (IML) de Manaos, pero se prohibió la entrada de familiares y periodistas en el lugar. Según Almeida, los prisioneros liberados los últimos siete rehenes en la mañana del 2 de enero Hicieron entrega de sus armas y se rindieron a las 8:40 a.m. horas de Manaos.
Durante la rebelión, 112 reclusos Compaj han huido de la prisión. El mismo día, ellos también se han producido disturbios en otras dos prisiones en Manaos: el Instituto Penal Antonio Trindade (IPAT) y la Unidad de prisión Puraquequara (UPP). Información sobre la revuelta en la UPP no han sido confirmados por el gobierno de Amazonas, pero, según la información oficial, el 72 IPAT de los detenidos había huido y cuatro UPP había muerto, la adición de 60 personas muertas en el sistema penitenciario de Manaos, en un solo día.  El gobierno de Amazonas no ha aclarado la razón de las muertes en la UPP, pero dijo que "la unidad está en condición estable." En cuanto a los fugitivos, el gobierno dijo que 40 de ellos habían sido capturados por la policía hasta las 17:00 horas del día 2 de enero. 
Según las fuentes, los presos muertos eran miembros del PCC y los presos condenados por violación. "Todo indica que el ataque fue una facción más grande en contra de un menor de edad para eliminar la competencia", dijo. El Secretario de Seguridad Pública Amazonas dijo que las fuerzas de seguridad han optado por no entrar en el Compaj teniendo en cuenta que las consecuencias serían impredecibles. Para UOL, fuentes dijeron que la entrada de la policía militar en Compaj podría haber causado una matanza como la de 1992 en Carandiru, en Sao Paulo. Llamó a la situación "bajo control", pero dijo que temía represalias por parte de PCC. 

## Rebeliones en las cárceles
El 16 de octubre de 2016, durante un motín en la penitenciaría agrícola de Monte Cristo, en Boa Vista, Roraima, miembros del PCC asesinaron a 10 miembros de la familia del norte (FDN). Unas horas más tarde, en la penitenciaría dos Santos Pinheiro, en Porto Velho, Rondônia, ocho miembros del PCC de Ernie fueron gaseados durante un incendio provocado por miembros de la FDN.
En 1 de enero de 2017, aproximadamente 56 miembros de la PCC y otros descontentos fueron asesinados por miembros de la FDN en una rebelión en el complejo prisión Anísio Jobim, en Manaos, Amazonas. Después de la rebelión, el gobierno del estado transfirió los 284 miembros del PCC a la cárcel de la ciudad de Juez Raimundo Vidal Pessoa, en el centro de Manaos, que se deshabilitó hubo 3 meses. En 8 de enero de 2017, los miembros de la organización han provocado una rebelión en esta unidad, cuando asesinaron a 4 presos. En 6 de enero de 2017, miembros del PCC ejecutan a aproximadamente 33 miembros de la FDN en la penitenciaría agrícola de Monte Cristo, en Boa Vista, Roraima. El 14 de enero de 2017, 26 miembros de la COSUDE-RN (Complejo Penitenciario de Alcaçuz), aliado del comando rojo, fueron ejecutados por miembros del PCC en regaliz penitenciaría del estado, en Natal, Rio Grande do Norte.

### 14 de enero de 2017: Rio Grande do Norte
El día 14 de enero de 2017, 26 presos fueron asesinados en la penitenciaría del estado de regaliz, en Nísia Floresta, en Rio Grande do Norte. Según el gobierno de Rio Grande do Norte, la rebelión comenzó alrededor 17:00 (18:00 en la hora del este), cuando los presos 5 pabellón, llamado el Presidio Rogério M. Coutinho, invadió el pabellón 4 para matar a sus rivales. La rebelión no ha alcanzado los pabellones 1, 2 y 3. Los líderes del motín pertenecen al PCC y fueron trasladados a otras cárceles en el estado. El gobernador del estado, Robinson le informó que pedirá al gobierno federal para fortalecer la fuerza de seguridad nacional efectiva "para solucionar la crisis en el sistema penitenciario". Pidió "una audiencia con el presidente Michel Temer para tratar sobre la situación". Fueran enviados 116 agentes de la fuerza nacional y llegaron a Rio Grande do Norte en 9 de marzo, el Ministerio de Justicia ha autorizado la prorrogación de la permanencia del estado durante 60 días. Junto con Porto Alegre y Aracaju, Natal en integra a la lista de tres ciudades capitales, fue elegido para el comienzo de la Plan de Seguridad Nacional (PNS), preparado por el gobierno federal con la ayuda de los Estados. Según el gobierno, los "asuntos de la prisión" han llevado a un aumento en el número de asesinatos en la segunda mitad del año pasado.